# Dubno – Česká Skalice
Dubno – Česká Skalice je přírodní rezervace východně od města Česká Skalice v okrese Náchod (katastrální území Kleny, Česká Skalice a Zlíč). Oblast spravuje Agentura ochrany přírody a krajiny ČR. Přírodní rezervací byla vyhlášena 17. února 1956. Důvodem ochrany je starý dubový porost, slatinné louky a rybník.